# Audio y agua
Audio y agua es el tercer álbum en vivo de la banda Divididos y su primer álbum en formato DVD.

## Lista de canciones
Todas las canciones compuestas por Ricardo Mollo y Diego Arnedo excepto las señaladas.

| Disco 1 | |          |  |
| N.º     | Título                                                                                             | Duración |  |
| 1.      | «El Arriero» (Atahualpa Yupanqui)                                                                  | 9:07     |  |
| 2.      | «Hombre En U»                                                                                      | 3:59     |  |
| 3.      | «Buscando Un Ángel»                                                                                | 4:19     |  |
| 4.      | «Mantecoso»                                                                                        | 5:40     |  |
| 5.      | «Muerto A Laburar»                                                                                 | 5:21     |  |
| 6.      | «Vientito Del Tucumán» (Mollo, Arnedo, Jorge Araujo; sobre un poema inédito de Atahualpa Yupanqui) | 3:42     |  |
| 7.      | «Par Mil»                                                                                          | 4:00     |  |
| 8.      | «Avanzando Retroceden» (con Micaela Chauque)                                                       | 4:06     |  |
| 9.      | «La Flor Azul» (Mario Arnedo Gallo, Antonio Rodríguez Villar)                                      | 3:11     |  |
| 10.     | «¿Qué Ves?» (Mollo, Arnedo, Federico Gil Solá)                                                     | 8:10     |  |
| 11.     | «Guanuqueando» (Graciela Volodarski, Ricardo Vilca)                                                | 7:53     |  |
| 12.     | «Boyar Nocturno»                                                                                   | 6:58     |  |
| 13.     | «Senderos»                                                                                         | 5:18     |  |
| 14.     | «Jujuy»                                                                                            | 4:18     |  |

| Disco 2 | |          |  |
| N.º     | Título | Duración |  |
| 1.      | «Cristóforo Cacarnú» (Mollo, Arnedo, Gil Solá) (con Rubén Patagonia)                                                               | 10:31    |  |
| 2.      | «Caminando» | 4:15     |  |
| 3.      | «Mañana En El Abasto» (Luca Prodan, Mollo, Arnedo, Roberto Pettinato) (con Micaela Chauque & Fortunato Ramos)                      | 12:15    |  |
| 4.      | «Todos» (Mollo, Arnedo, Gabriel Rocca)                                                                                             | 4:48     |  |
| 5.      | «Perro Funk» | 3:54     |  |
| 6.      | «Sucio Y Desprolijo» (Norberto Napolitano)                                                                                         | 4:09     |  |
| 7.      | «Rasputín / Hey Jude» (Mollo, Arnedo, Gil Solá / John Lennon, Paul McCartney)                                                      | 4:09     |  |
| 8.      | «El 38» | 2:57     |  |
| 9.      | «Ala Delta» (Mollo, Arnedo, Gil Solá)                                                                                              | 7:45     |  |
| 10.     | «With A Little Help From My Friends» (Lennon, McCartney) (con Ciro Fogliatta, Fabiana Cantilo, Isabel de Sebastián & Claudia Puyó) | 5:36     |  |
| 11.     | «Amapola Del 66» | 7:23     |  |
| 12.     | «Next Week» (Prodan, Arnedo, Germán Daffunchio)                                                                                    | 8:44     |  |

- Datos: Q18416865